# Новоарамейские языки

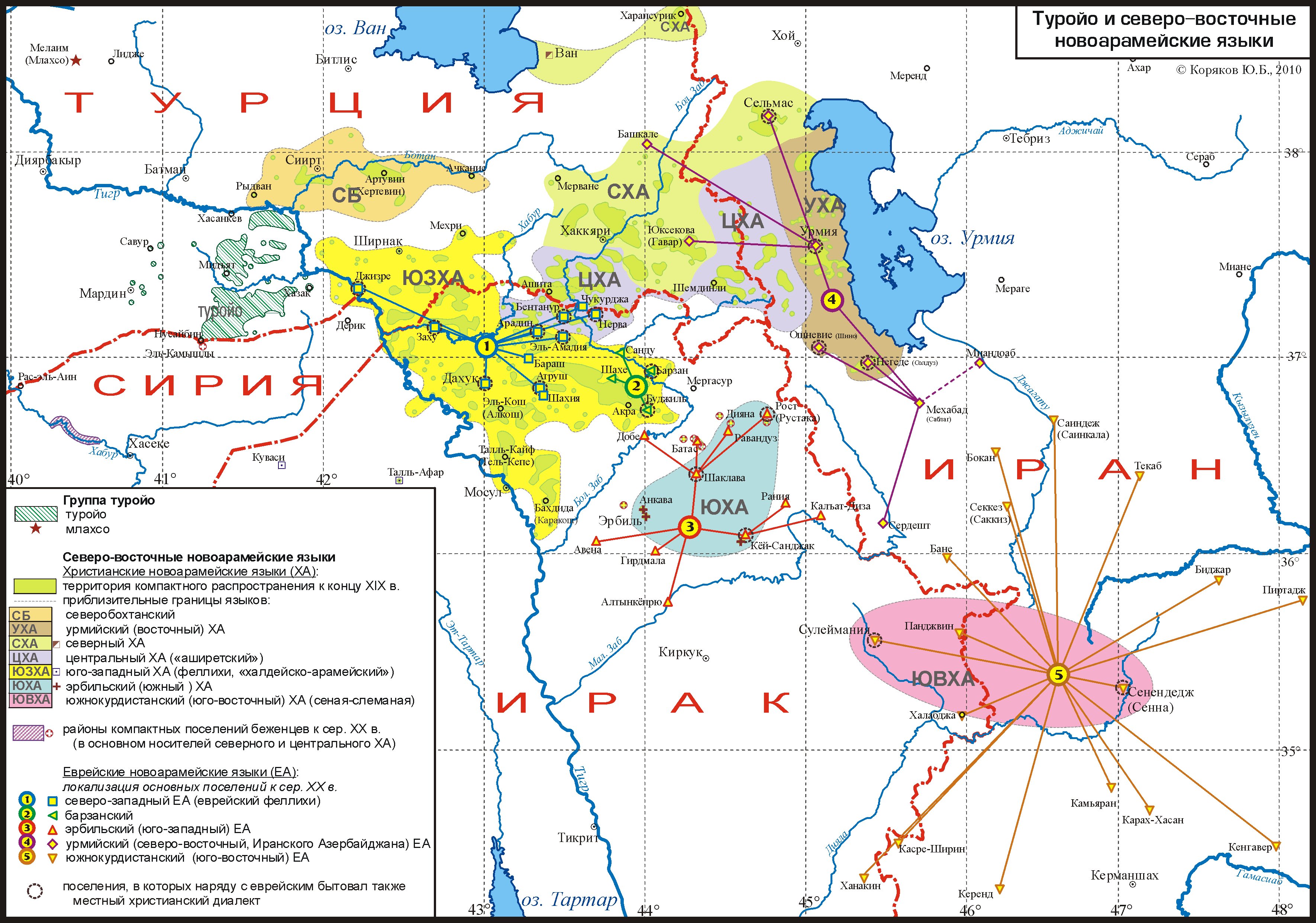
Распространение северо-восточных новоарамейских языков и туройо в нач. XX века.

Новоарамейские языки (англ. Neo-Aramaic languages или Modern Aramaic languages, нем. das Neuaramäische, фр. le néo-araméen) — хронологическая группа арамейских языков, используемых (или использовавшихся до недавнего времени) в качестве разговорных в современную эпоху.

## Классификация
Новоарамейские языки, как и среднеарамейские языки, принято делить по лингвистическим признакам на западную и восточную группы.
Западная группа представлена тремя наречиями одного языка, которые нередко рассматриваются как три разных языка.
- Западный новоарамейский язык — распространён среди христиан и мусульман в трёх деревнях в Сирии, к северо-востоку от Дамаска, в каждой из которых существует своё наречие: Маалула, Баха и Джуббадин. Сохранилось около 1-2 тысяч носителей.

Восточная группа представлена большим количеством новоарамейских языков, распространённых к началу XX века в пределах Османской империи и Ирана, в основном среди носителей курдских языков: на юго-востоке современной Турции, на севере Ирака, в северо-западной части Ирана и северо-востоке Сирии. Отдельные островки переселенцев были представлены за пределами Курдистана, в частности в восточной Армении, Азербайджане, Грузии, Хузистане и южном Ираке. Носители восточных новоарамейских языков в конфессиональном отношении отличаются от большинства окружающего населения тем, что относятся к религиозных меньшинствам Ближнего Востока: христиане, иудеи и мандеи. В течение XX вв. бо́льшая часть носителей восточных новоарамейских языков была либо уничтожена, либо вынуждена эмигрировать, прежде всего, в Европу (Швеция, Германия), США и Россию (вкл. Закавказье), а также в Израиль (иудеи). Количество носителей новоарамейских языков к концу XX века составляло, по некоторым оценкам, около 400 тыс. человек. Общее число восточных новоарамейских языков неизвестно. Они делятся на три подгруппы:
- язык туройо и близкий к нему диалект млахсо — на юго-востоке Турции (горный район Тур-Абдин в провинции Мардин), на котором говорят около 70 тыс. человек (бо́льшая часть носителей живёт за пределами Тур-Абдина, как в странах Ближнего Востока, так и в странах Европы и Америки);
- новомандейский язык — разговорный язык мандеев; осталось несколько десятков носителей в городе Ахваз (Иранский Хузистан), ранее также на юге Ирака;
- северо-восточные новоарамейские языки — включают около десятка языков, между носителями которых часто отсутствует взаимопонимание; число этих языков на протяжении XX в. сократилось из-за геноцида и массовых миграций их носителей за пределы региона. На одном из этих языков — урмийском новоарамейском — в XIX в. был создан так называемый (современный) ассирийский или «новосирийский» литературный язык, с использованием лексики классического сирийского языка. Он стал литературным языком для носителей многих восточноарамейских языков. Пользуется сирийской графикой. Новоарамейские языки курдистанских евреев (лахлухов) принято называть еврейско-арамейскими.

## Письменность
ܐ ܒ ܓ ܕ ܗ ܘ ܙ ܚ ܛ ܝ ܟ ܠ ܡ ܢ ܣ ܥ ܦ ܨ ܩ ܪ ܫ ܬ

## Новоарамейская Википедия
Существует раздел Википедии на классическом сирийском языке («Новоарамейская Википедия»), первая правка в нём была сделана в 2004 году. По состоянию на 17:20 (UTC) 9 мая 2025 года раздел содержит 1915 статей (общее число страниц — 6560); в нём зарегистрировано 22 396 участников, двое из них имеют статус администратора; 14 участников совершили какие-либо действия за последние 30 дней; общее число правок за время существования раздела составляет 96 950.